# Percy Grainger
Percy Aldridge Grainger (8. července 1882, Melbourne, Austrálie – 20. února 1961, White Plains, New York, USA) byl australský hudební skladatel, klavírista a dirigent. Proslul také svými úpravami lidové hudby, například skladeb Country Gardens, Molly on the Shore, Shepherd’s Hey či Mock Morris.

## Život
Narodil se v rodině anglického architekta Johna Graingera (1854–1917), který v roce 1877 emigroval do Austrálie a jeho ženy Rose Annie, roz. Aldridgeové, dcery hoteliéra z Adelaide. Z důvodů manželova alkoholismu a nezřízeného života, trpěla jeho matka psychickými problémy. Přesto dbala na synovo hudební vzdělání a sama ho vyučovala hře na klavír.
Percy Grainger vystupoval jako klavírista již od deseti let. Později se přihlásil na konzervatoř v německém Frankfurtu, kde pobýval v letech 1895 – 1900. Po absolutoriu na konzervatoři uspořádal ve Frankfurtu v roce 1900 svůj první sólový koncert.
Roku 1901 se přestěhoval do Londýna, kde začal kariéru klavírního virtuóza. Roku 1907 se seznámil se skladatelem Edvardem Griegem. Oba umělci se obdivovali a Percy Grainger čerpal z Griegova odkazu až do konce svého života.  Pod Griegovým vlivem začal Grainger věnovat pozornost anglickým lidovým písním, jež aranžoval pro klavír, sólový zpěv či sbor. Mnoho jich také nahrál na fonografické cívky.
Roku 1914 se usadil ve Spojených státech. Zde hrál v orchestru americké armády. V roce 1921 se s matkou usadil v New Yorku ve White Plains, v domě na Cromwell Place č. 7. Později tam žil se svoji ženou Ellou až do své smrti v roce 1961. Nyní je v domě sídlo International Percy Grainger Society. Roku 1922 jeho matka spáchala sebevraždu, což ho zdrtilo. Na podzim roku 1922 se při cestě po Evropě seznámil a spřátelil se skladatelem Frederickem Deliusem, jehož skladby též aranžoval. V roce 1924 se vrátil do rodné Austrálie, kde uspořádal dvě velká koncertní turné. Při návratu z jedné z četných cest v roce 1926 se seznámil se švédskou umělkyní Ellou Strömovou; 9. srpna 1928 byli v Hollywood Bowl oddáni. V letech 1932–1933 vedl katedru hudby na Newyorské univerzitě. Roku 1935 založil na univerzitě v Melbourne Graingerovo muzeum, kde jsou shromažďovány artefakty z dějin australské hudby.
Zemřel 20. února 1961 ve věku 78 let ve White Plains v New Yorku, pohřben je v Austrálii, na hřbitově West Terrace Cemetery v Adelaide.

## Dílo
Dílo Percyho Graingera lze rozdělit do dvou kategorií: původní skladby a adaptace a aranžmá skladeb jiných autorů a hlavně lidových písní, které jsou zařazeny do žánrových kolekcí:
- American Folk-music Settings (AFMS)
- British Folk-music Settings (BFMS)
- Danish Folk-music collection
- Kipling Jungle Book Cycle (KJBC)
- Kipling Settings (KS)
- Room-music Tit-bits (RMTB)
- Sea Chanty Settings (SCS)
- Sentimentals (S)
- Settings of Dance-folksongs from the Faeroe Islands (SDFFI)
- Settings of Songs and Tunes from William Chappell's "Old English Popular Music". (OEPM)

### Původní skladby (výběr)
- Colonial Song
- Hassan: General Dance
- Mock Morris

### Adaptace a aranžmá lidových písní (výběr)
- Brigg Fair
- Country Gardens
- David of the White Rock
- Green Bushes
- Seventeen Come Sunday
- Irish Tune from County Derry
- Lincolnshire Posy
- Molly on the Shore
- My Robin is to the Greenwood Gone
- The Sprig of Thyme
- The Three Ravens